# 什克羅比
51°28′0″N 24°41′6″E / 51.46667°N 24.68500°E
什克羅比（烏克蘭語：Шкроби），是烏克蘭的村落，位於該國西部沃倫州，由科韋利區負責管轄，始建於1542年，面積1.65平方公里，海拔高度163米，2001年人口251，人口密度每平方公里152.49人。